# Мохаммед Камара
Мохаммед Камара (фр. Mohammed Camara, нар. 25 червня 1975, Конакрі) — колишній гвінейський футболіст, що грав на позиції лівого захисника.
Виступав, зокрема, за «Селтік», а також національну збірну Гвінеї.

## Клубна кар'єра
У дорослому футболі дебютував 1993 року виступами за французький «Бове Уаз» з Дивізіону 2, за якій провів три сезони, взявши участь у 79 матчах чемпіонату. Крім того у сезоні 1995/96 грав на правах оренди в «Труа» з третьої за рівнем ліги Франції.
Влітку 1997 року перейшов у «Гавр», у складі якого і дебютував у Дивізіоні 1, проте за рік зіграв лише у 14 матчах чемпіонату, через що по завершенні сезону був відданий в оренду в «Лілль», де з перервами провів два наступних сезони і за підсумками другого з них (1999/00) допоміг команді виграти Дивізіон 2 і вийти в еліту.
Влітку 2000 року за 100 тис. фунтів перейшов у англійський «Вулвергемптон Вондерерз» з Першого дивізіону, де в перші два сезони регулярно виходив на поле, але в третьому (2002/03), в якому «вовкам» вдалося вийти до Прем'єр-ліги, через травми і прихід у клуб зіркового Деніса Ірвіна Камара так і не зіграв жодного матчу і влітку того ж року перебрався в «Бернлі», де провів ще два сезони у другому за рівнем англійському дивізіоні.
Влітку 2005 року за правилом Босмана перейшов у шотландський «Селтік», де став грати зі співвітчизником Бобо Бальде. Спочатку Мохаммед був основним лівим захисником клубу, проте в кінці року на його посицію тренер Гордон Стракан опустив вінгера Росса Воллеса, а після того як на початку 2006 року шотландський клуб купив ще й Марка Вілсона, Камара опинився в глибокому резерві і лише зрідка виходив на поле. Загалом в сезоні 2005/06, в якому «кельти» стали чемпіонами Шотландії та виграли Кубок шотландської ліги, Камара зіграв у 18 матчах чемпіонату.
Зігравши на початку сеону 2006/07 ще один матч в чемпіонаті за «Селтік», Мохаммед в серпні перейшов в англійський «Дербі Каунті», де спочатку був основним гравцем, проте після купівлі в зимове трансферне вікно Джея Маківелі Камара опинився на лаві запасних. За підсумками того сезону Мохаммед зіграв у 19 матчах Чемпіоншипу і допоміг команді вийти в Прем'єр-лігу. 1 вересня 2007 року Камара провів свій перший і єдиний в кар'єрі матч у англійській Прем'єр-лізі, вийшовши в стартовому складі на виїзний матч проти «Ліверпуля» і на 63 хвилині був замінений на Маківелі, а «барани» розгромно поступились 0:6.
Після цього гвінеєць здавався в оренду в клуби Чемпіоншипу «Норвіч Сіті» та «Блекпул», а потім зіграв ще матч за «Дербі Каунті», який також вже виступав у другому англійському дивізіоні, проте 2 лютого 2009 року, незабаром після приходу нового тренера Найджела Клафа, який не бачив захисника у складі, контракт з гравцем було розірвано.
Після цього гравець недовго грав за шотландський «Сент-Міррен», але також не зміг стати основним гравцем
Завершив професійну ігрову кар'єру у клубі «Торкі Юнайтед» з Другої ліги, четвертого за рівнем дивізіону Англії, за який провів два матчі у лютому 2010 року.

## Виступи за збірну
1996 року дебютував в офіційних матчах у складі національної збірної Гвінеї. 
У складі збірної був учасником Кубка африканських націй 1998 року у Буркіна Фасо.
Протягом кар'єри у національній команді, яка тривала 5 років, провів у формі головної команди країни 16 матчів.

## Подальше життя
В лютому 2014 року став головою європейського скаутингу в «Дербі Каунті».

## Титули і досягнення
- Чемпіон Шотландії (2):

«Селтік»: 2005–06
- Володар Кубка шотландської ліги (2):

«Селтік»: 2005–06